# Forte

Abreviatura de forte

Forte és un terme utilitzat en música per a indicar una determinada intensitat en el so, és a dir, un determinat matís. És una paraula italiana que significa fort i la seva abreviatura és f.
La intensitat que indica forte és major que la que indica mezzoforte i menor que la que indica fortissimo. En les partitures apareix sempre de manera abreujada, sota el pentagrama i precisament sota la nota on comença aquesta dinàmica. L'obra se segueix tocant forte des d'aquest punt fins que aparegui un nou indicador de dinàmica, on es donaran instruccions de reduir o d'augmentar encara més la intensitat.